# Arado Ar 80
O Arado Ar 80 foi um protótipo de caça monoposto desenvolvido pela fábrica de aviões alemã Arado em 1935, com intenção de ser escolhido caça padrão da nova Luftwaffe. Perdeu a concorrência para o caça da Messerschmitt Bf 109.